# Zombie Massacre
Zombie Massacre ist ein US-amerikanischer Horrorfilm der Regisseure Luca Boni und Marco Ristori aus dem Jahr 2013. Der Film basiert auf einem unveröffentlichten Videospiel.

## Inhalt
Die USA benutzt eine kleine Stadt in Rumänien als geheimes Hauptquartier zur Entwicklung einer verheerenden bakteriologischen Waffe. Plötzlich geht das Programm schief und die Bewohner in der kleinen Stadt verwandeln sich in Zombies. Die Stadt steht unter Quarantäne. Um das Experiment zu vertuschen, schickt der US-Präsident eine Gruppe von Söldnern. Sie müssen eine Atombombe platzieren. Damit sie in die Stadt hineinkommen, müssen sie eine Horde von Zombies überqueren.

## Produktion
2007 wurden erstmals Pläne für den Film und das Wii-Videospiel angekündigt. Im Jahr 2011 wurde bekannt gegeben, dass Boni und Ristori als Regisseure angestellt wurden, die Dreharbeiten sollen im folgenden Jahr stattfinden. Im Oktober 2012 wurde ein Trailer veröffentlicht.

## Rezeption
„[…] Naiver Slasherfilm mit einigen Gore-Effekten, der nichts Substanzielles zu bieten hat und sich in gänzlich unoriginellen Horrorstandards verliert.“

HorrorNews.net gab dem Film eine Bewertung von C– und erklärte, dass der Film zwar „schrecklich“, die Regie- und Make-up-Effekte jedoch ein Highlight seien. Rotten Tomatoes verzeichnete ein Bewertung von 6 %.

## Fortsetzung
Es erschien eine Fortsetzung unter dem Titel Zombie Massacre 2: Reich of the Dead. Regie führten erneut Luca Boni und Marco Ristori. Der Film wurde im Jahr 2015 veröffentlicht.